# 尼克·龐廷
尼克·龐廷（英語：Nick Ponting，1966年6月13日—），是英格蘭前職業男子羽球運動員。
他在1993年的混合雙打中排名世界第一，並代表英國參加1992年巴塞隆納奧運會和1996年亞特蘭大奧運會。
他與吉莉安·克拉克一起贏得1993年IBF世界錦標賽混合雙打季軍。他與喬安·萊特（現名喬安·古德）一起贏得了1994年全英羽球錦標賽混合雙打冠軍。

## 外部連結
- 尼克·龐廷在世界羽球聯盟的登錄資料